# Фишер, Эдди
Эдвин Джон «Эдди» Фишер (англ. Edwin John "Eddie" Fisher; 10 августа 1928 — 22 сентября 2010) — американский эстрадный певец и актёр, манера исполнения которого носила во многом ретроспективный характер, отсылая к певческому стилю Эла Джолсона.

## Биография
Родился в Филадельфии в семье еврейских эмигрантов из Российской империи Джозефа Тиша (в 1930-е годы сменившего фамилию на Фишер; 1901—1972) и Гиты Винокур (1902—1991).
Стал известным в конце 1940-х, выступая в музыкальных радиопередачах. В 1951 г. призван в армию, где служил в качестве ведущего вокалиста музыкального коллектива Вооружённых сил США (Pershing’s Own). Сильный и мелодичный тенор вкупе с выигрышной внешностью сделал его кумиром американских подростков первой половины 1950-х.
Свой первый сингл «Думая о тебе» он записал в 1950 г. Год спустя диск «Когда угодно» разошёлся миллионным тиражом. Президенты США Гарри Трумэн и Дуайт Эйзенхауэр называли Фишера своим любимым исполнителем. Пиком его успеха в чартах был 1953 год. Особенно известны были песни «Thinking of You» и «Oh! My Pa-Pa». Затем его популярность сошла на нет из-за череды скандалов.
Помимо музыки, Фишер известен браками с голливудскими звёздами Дебби Рейнольдс (1955—1959), Элизабет Тейлор (1959—1964) и Конни Стивенс (1967—1969). Дети от первого и третьего брака стали актёрами (Джоэли Фишер, Триша Ли Фишер и Тодд Фишер (англ.)); среди них наиболее известна Кэрри Фишер, исполнившая роль принцессы Леи в «Звёздных войнах». В 47 лет он вступил в брак с 21-летней королевой красоты Терри Ричард, но этот союз распался всего через 10 месяцев. В пятый раз Фишер женился на предпринимательнице китайского происхождения Бетти Лин (ум. 2001). Внучка — актриса Билли Лурд.
Был обладателем двух звёзд на голливудской Алее Славы: как певец и как телеведущий. Фишер также снялся в фильмах «Лапочка», «Батерфилд, 8» и «Прилив».
Эдди Фишер скончался в городе Беркли (Калифорния) из-за осложнений после операции на бедре.